# Mugendo

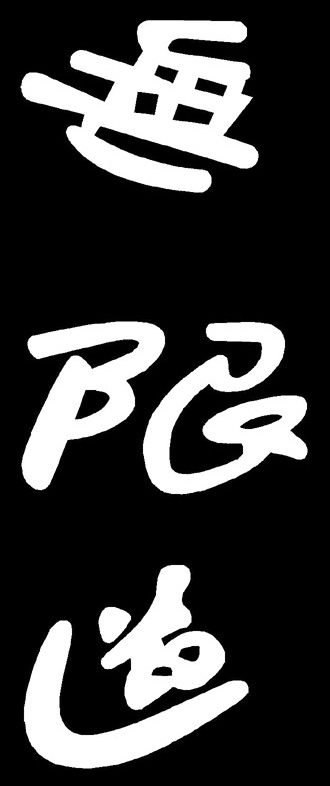
kanji en japonès de mugendo

El mugendo ("camí il·limitat") és una art marcial moderna que ha desenvolupat un sistema d'entrenament basat en la filosofia del karate, combinant tècniques professionals de combat del kick-boxing, la defensa personal i el full contact karate. Les tècniques mil·lenàries d'orient s'uneixen amb la modernitat d'occident per a crear una art marcial que permet als alumnes una gran agilitat en els seus cops i moviments. En mugendo s'usa el cos com a mecanisme de comunicació entre les emocions i llurs expressions.
Gichin Funakoshi va crear el karate modern. El seu alumne Hironori Ōtsuka va fundar el karate wadō-ryū en 1934 combinant karate i jujutsu després de desavinences amb Funakoshi. Tatsuo Suzuki va recollir l'herència d'Ōtsuka i va difondre el karate wadō-ryū a Anglaterra en la dècada de 1960. Meiji Suzuki, alumne de Tatsuo Suzuki, i els seus companys Peter Meijic i George Canning en 1970 van combinar les tècniques de puntades de karate, tot mantenint-se molt proper al taekwondo, i afegint algunes kates semblants al karate-jiu-jitsu amb la intenció de ser una versió millorada del karate i una defensa personal més efectiva i van decidir utilitzar aquesta nova art marcial en combats de fullcontact, semicontact i no contact, tres estils de competició propis de les arts marcials mixtes.
Actualment, el mugendo es considera una simple, però molt desenvolupada mescla heterogènia de karate, karate-jiu-jitsu i kick-boxing (només en combat). El que realment el fa únic és que Meiji Suzuki decidí crear un sistema d'ensenyament diferent de qualsevol altre art marcial, que consisteix a treballar sempre en grup o en parelles, i això fa del mugendo una art marcial que treballa tant la tècnica com el treball en grup.